# Буларрос
Буларрос (ісп. Bularros) — муніципалітет в Іспанії, у складі автономної спільноти Кастилія-і-Леон, у провінції Авіла. Населення — 85 осіб (2010).
Муніципалітет розташований на відстані близько 110 км на захід від Мадрида, 18 км на північний захід від Авіли.
На території муніципалітету розташовані такі населені пункти: (дані про населення за 2010 рік)
- Буларрос: 44 особи
- Муньйоєрро: 39 осіб
- Вільяверде: 2 особи

## Демографія
Динаміка населення (INE ):